# Turtle Dove Shoal
Turtle Dove Shoal är ett grund i Australien.   Det ligger i delstaten Western Australia, i den västra delen av landet, 3 300 km väster om huvudstaden Canberra.